# Villaveta (Navarra)
Villaveta (Billabeta en euskera y cooficialmente) también conocida por Villava es un lugar y concejo de Lónguida en la merindad de Sangüesa de la Comunidad Foral de Navarra (España) situada a 25 km de Pamplona.
Se encuentra en la margen izquierda del río Erro cercano a la confluencia del barranco de Olleta y la del Irati.

## Demografía
| 1858 | 1900 | 1950 | 1970 | 1981 | 1991 | 2001 | 2008 | 2017 |
| ---- | ---- | ---- | ---- | ---- | ---- | ---- | ---- | ---- |
| 80   | 61   | 104  | 18   | 12   | 15   | 18   | 21   | 35   |

## Lugares de interés
La parroquia de la Purificación de Villaveta es románica del siglo XII de piedra sillar con portada de medio punto con dos arquivoltas apoyadas en columnas. Destaca por la calidad de los modillones de su cabecera relacionados con el taller del maestro de Cabestany.
Se encuentran significativas edificaciones civiles, una de ellas con un escudo barroco y un gran portal de medio punto.